# Láncvilág
A Láncvilág egy blogregény. 

## Műfaja
Témáját tekintve a tudományos-fantasztikus regény a társadalom születéséről. Az író nem titkolt célja a társadalomkritika. W. Szabó Péter (Wyr) irodalmi projektje, de a blogregény új megvilágításba helyezi a szerző kérdését.

## Alapvető kérdésfelvetései
- Hogyan születik a társadalom?
- Hogyan jönnek létre vallások?
- Hogyan működik a teokrácia?

## Helyszín
A blogregény első könyve, az Exordium a világűrben játszódik. A második könyv elejétől a helyszín Láncvilág lesz. Egy bolygó, amit több mint kétszáz éve kolonizáltak, de mégis elszigetelt. Nincs hozzákapcsolva egyetlen csillagközi gerinchálózathoz, tehát nem része az internetnek.

## Szereplők
- Ilárion tizenéves kasztrált fiú. A regény főszereplője, aki megöli Télemakhoszt, egy brutális vallás főpapját.
- Klétusz társadalomkutató. Az Oxaméter nevű hajóval igyekszik eljutni a Láncvilágra, mert úgy gondolja, hogy az ottani kutatásai társadalomelméleti szenzációt jelentenek majd.
- Kétlin pinter_ari által elnevezett és a fórumon alakuló szereplő. Ez az írótól teljesen függetlenül jött létre és került bele a regénybe.

## Külső hivatkozások
- Wyr: Láncvilág. Blogregeny.com. [2009. június 10-i dátummal az eredetiből archiválva]. (Hozzáférés: 2009. június 26.)
- Fülszöveg. Blogregeny.com. (Hozzáférés: 2009. június 26.)